# Кисіль (річка)
Кисіль — річка в Олексіївській сільській громаді Лозівського району та Донецькій селищній громаді Ізюмського району Харківської області. Ліва притока Береки (басейн Сіверського Донця)

## Опис
Довжина 18 км, похил річки — 2,3 м/км. Формується з багатьох безіменних струмків та водойм. Площа басейну 209 км².

## Розташування
Кисіль бере початок на західній околиці села Киселі. Тече переважно на південний схід і на південно-східній стороні від села Одрадове впадає у річку Береку, праву притоку Сіверського Донця. 
Населені пункти вздовж берегової смуги: Новотроїцьке, Сумці, Берестки, Михайлівка.

## Притоки
Від витоку до гирла:
- Вишневий — яр, у Донецькій громаді, ліва притока, починається на південному заході від села Шебелинка, тече переважно на південний захід і впадає у Кисіль у селі Новотроїцьке[2]
- Сухий - яр у Донецькій громаді, ліва притока, впадає у Кисіль у селі Новотроїцьке[3]
- Комиленка — права притока в Олексіївській громаді, бере початок на північному заході від села Кам'янка, тече переважно на південний схід і впадає у Кисіль між селами Новотроїцьке і Сумці.
- Яр Міловатський
- Мокра — балка в Олексіївській громаді. Права притока Киселя. Починається на півночі від села Слобідське, тече на південний схід і впадає у Кисіль між селами Сумці та Берестки.[4]
- Попова - яр в Олексіївській громаді, права притока, впадає у Кисіль поблизу північно-західної околиці села Берестки[5]
- Сухий - яр в Олексіївській громаді, ліва притока, впадає у Кисіль між селами Берестки і Михайлівка, у нижній течії розораний.[6]
- Плоска - балка в Олексіївській громаді. Ліва притока, впадає у Кисіль на північно-східній околиці села Михайлівка.[7]
  - Шахова - балка в Олексіївській громаді. Ліва притока балки Плоскої, впадає на північно-східній околиці села Михайлівка.[8]